# Karl Karlowitsch Voigt
Karl Karlowitsch Voigt (russisch Карл Карлович Фойгт; * 7. Apriljul. / 19. April 1808greg. in Narwa; † 30. Oktoberjul. / 11. November 1873greg. in St. Petersburg) war ein deutsch-russischer Philologe und Hochschullehrer.

## Leben
Karl Voigts Vater war der erste Professor für Philosophie an der gerade gegründeten Universität Kasan. Nach dem Tode des Vaters 1810 wuchs Voigt in der Familie seines Kasaner Verwandten Franz von Erdmann auf. Er besuchte das Kasaner Gymnasium mit Abschluss 1823 und studierte dann an der Universität Kasan in der Klasse für Literatur des Ostens mit Abschluss 1826. Darauf wurde er Persischlehrer am Kasaner Gymnasium.
1828 wurde Voigt Assistent des Bibliothekars der Universität Kasan. Er untersuchte die im Laufe der Geschichte vorgeschlagenen bibliografischen Systeme und entwickelte einen Plan für die Ordnung in der Bibliothek. Der Plan wurde von der Akademie der Wissenschaften genehmigt, so dass nach ihm alle Kataloge erstellt wurden. 1833 wurde Voigt Lektor für deutsche Sprache und Literatur. Im folgenden Jahr wurde er mit seiner Arbeit über die Satire bei den edelsten alten und neuen Völkern zum Magister promoviert. Er wurde nun Adjunkt am Lehrstuhl für russische Literatur der Universität Kasan mit der Aufgabe, allgemeine Literaturgeschichte zu unterrichten. Schließlich verteidigte er seine Dissertation über die historische Bedeutung der Epen bei den alten und neuen Völkern, worauf er 1838 zum Doktor der Philosophie promoviert und zum außerordentlicher Professor ernannt wurde. 1842 wurde er ordentlicher Professor der Universität Kasan und 1845 Prorektor. Dazu war er Inspektor der Klassen des 1841 von Anna Nikolajewna Rodionowa gegründeten Rodionowa-Instituts für adlige Mädchen. 1844 gab er einen ausführlichen Bericht über den 17 Jahre lang von Michail Nikolajewitsch Mussin-Puschkin geleiteten Kasaner Wissenschaftsbezirk heraus sowie einen Katalog des Münzkabinetts der Universität Kasan einschließlich eines umfangreichen Abschnitts über die Numismatik des Ostens.
1853 wurde Voigt als Rektor an die Universität Charkow versetzt. 1859 erschien sein Buch über die Entwicklung der Universität Charkow von der Gründung bis zur Gegenwart. Im gleichen Jahr wurde er Vizekurator und 1863 Kurator des Charkower Wissenschaftsbezirks. Schließlich wurde er nach St. Petersburg versetzt, um Mitglied des Rats des Volksbildungsministeriums und Vorsitzender  des Graduierungskomitees im Rang eines Geheimen Rats (4. Rangklasse) zu werden.
Voigt war verheiratet mit Nadeschda Wassiljewna geborene Gluchowa und hatte 7 Kinder.